# Roztoczny
Roztoczny – potok, dopływ Białej Wisełki w Beskidzie Śląskim. Długość 2,81 km, średni spadek ok. 14%.
Wypływa na wysokości około 1040 m w dolince między Magurką Wiślańską a Przełęczą nad Roztocznym, ma też dopływy spod Przełęczy na Roztocznym i stoków Baraniej Góry. Spływa w kierunku północno-zachodnim dnem doliny, której zbocza tworzą Magurka Wiślańska i Barania Góra. Przy tzw. Barańskim Moście zmienia kierunek na południowo-zachodni i na wysokości 694 m we Wrotach Kubisza uchodzi do Białej Wisełki jako jej prawy dopływ.
Cała zlewnia Roztocznego znajduje się w porośniętych lasem zboczach doliny między północno-zachodnimi grzbietami Magurki Wiślańskiej i Baraniej Góry, w granicach miasta Wisła w powiecie cieszyńskim, województwie śląskim. Na odcinku między Wrotami Kubisza a Barańskim Mostem wzdłuż potoku prowadzi dobra droga leśna. Przy skrzyżowaniu dróg przed Baranim Mostem uchodzi do Roztocznego jego główny dopływ – potok Głębczański.